# تپه دیوی
تپه دیوی (دوی) مربوط به دوران‌های تاریخی پس از اسلام است و در شهرستان خواف، روستای ولی آباد واقع شده و این اثر در تاریخ ۲۵ اسفند ۱۳۷۹ با شمارهٔ ثبت ۳۵۱۸ به‌عنوان یکی از آثار ملی ایران به ثبت رسیده است.